# 河本駅
河本駅（こうもとえき）は岡山県和気郡佐伯町（現・和気町）岩戸に位置していた同和鉱業片上鉄道線の駅（廃駅）である。

## 歴史
- 1923年（大正12年）8月10日：開業。
  - 当時の所在地表示は岡山県和気郡山田村岩戸であった。
- 1955年（昭和30年）3月31日：佐伯町成立に伴い、所在地表示が岡山県和気郡佐伯町岩戸になる。
- 1984年（昭和59年）4月1日：無人駅化。
- 1991年（平成3年）7月1日：鉄道路線廃止に伴い廃駅。
- 2003年（平成15年）11月24日：廃線跡が岡山県道703号備前柵原自転車道線（通称：片鉄ロマン街道）として整備。

## 駅構造
木造駅舎を併設した1面1線の地上駅。開業時は有人駅であったが、後に無人化された。

## 駅周辺
- 大舟着川市跡
- 和気町立山田小学校

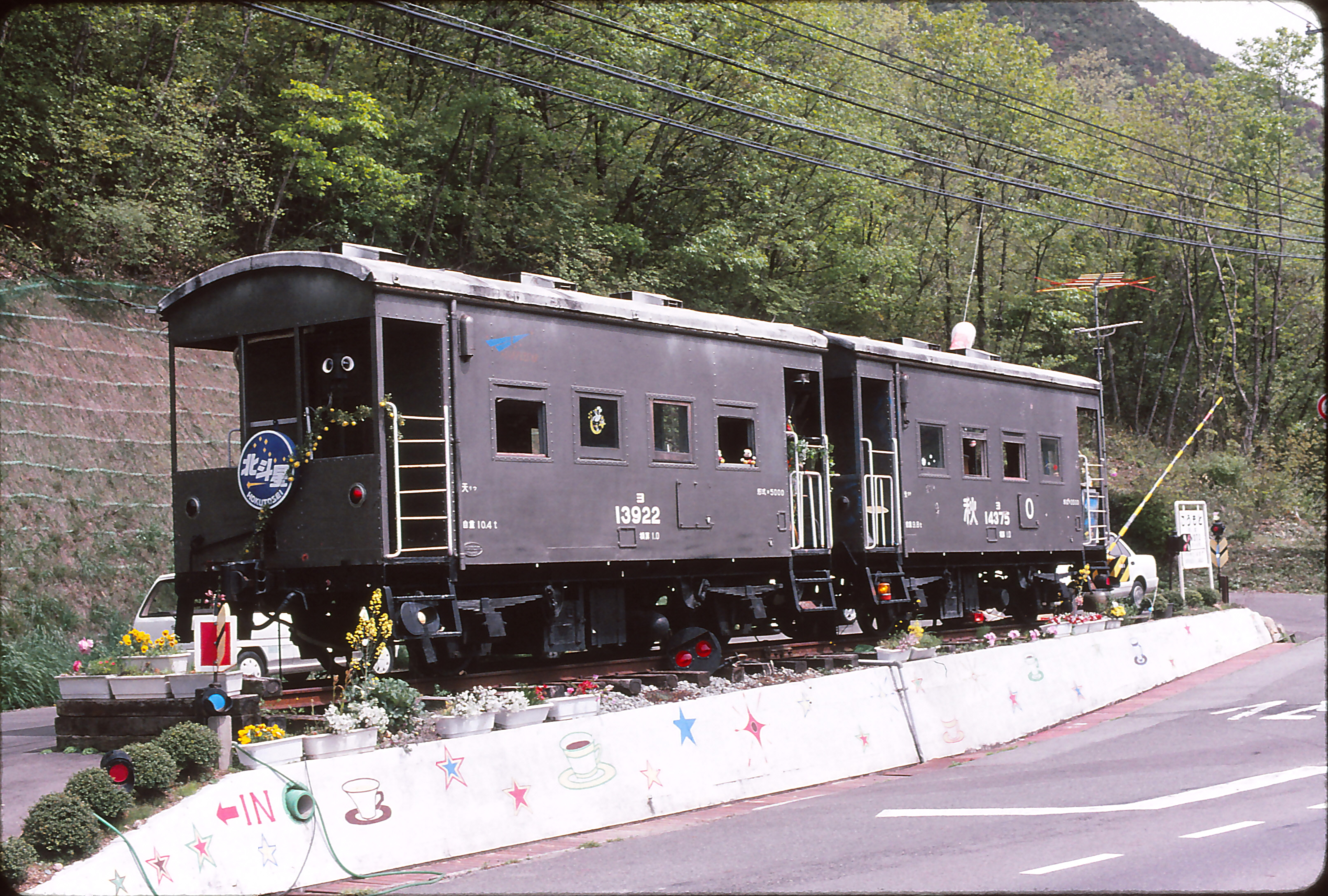
駅跡西側の国道374号にあった車両改装の喫茶店。右側に当駅の駅名標が移設されていた。

## 廃止後
地区の集会所が建っているが、駅前の桜の木が残っている。

## 隣の駅
同和鉱業
片上鉄道線
天瀬駅 - 河本駅 - 備前矢田駅